# Ветренска река
Ветренска река (в средното течение Борущенска река и Поповска река) е река в Южна България, област Габрово, община Трявна и област Стара Загора, община Мъглиж, ляв приток на Тунджа. Дължината ѝ е 26 km.
Ветренска река извира под името Кръстецка река на 1106 m н.в. в Тревненска планина на Стара планина, на 1,7 km югозападно от гара Кръстец. До гарата тече на североизток и изток, след което завива на юг и югоизток и до изхода си от Стара планина долината ѝ е много дълбока и силно залесена. На 1,4 km североизточно от гара Дъбово излиза от планината, като образува голям наносен конус и навлиза в Казанлшкото поле, където долината ѝ става много плитка и почти незабележима. Влива се отляво в река Тунджа на 281 m н.в., на 1,4 km източно от село Зимница.
Между селата Борущица и Радунци се нарича Борущенска река, а след това до изхода си от планината – Поповска река.
Площта на водосборния басейн на Ветренска река възлиза на 123 km2, което представлява 1,46% от водосборния басейн на река Тунджа. Основни притоци: → ляв приток, ← десен приток
- ← Елевска река
- ← Мостов дол
- → Сливитовска река (най-голям приток)

Реката е с основно дъждовно подхранване с максимум март-юни и минимум от юли до октомври.
По течението на реката са разположени 4 села:
- Област Габрово

- Община Трявна – Кръстец;

- Област Стара Загора

- Община Мъглиж – Борущица, Радунци, Яворовец.

Водите на реката в Казанлъшкото поле се използват за напояване.
Почти по цялото протежение на долината на реката преминава около 25 km участък от трасето на Презбалканската жп линия Русе – Стара Загора – Подкова.
Успоредно на жп линията по долината на реката преминава и участък от 25,3 km (от Дъбово до Кръстец) на Републикански път III-609 от Държавната пътна мрежа Дъбово – Трявна – Дряново. В отсечката (6,5 km) между селата Борущица и Кръстец шосето не е изградено и се минава по черен път.

## Топографска карта
- Лист от карта K-35-40. Мащаб: 1 : 100 000.
- Лист от карта K-35-52. Мащаб: 1 : 100 000.